# Ishnura ramburii
Ischnura ramburii es un caballito del diablo  de la familia de los caballitos de alas angostas (Coenagrionidae). Ischnura ramburii es común en Norteamérica y en los trópicos del Nuevo Mundo. La población parece estar en continuo crecimiento y desplazándose hacia el norte.

## Nombre común
- Español: caballito del diablo.

## Clasificación y descripción de la especie
El género Ischnura  es posiblemente el único de la familia Coenagrionidae  verdaderamente cosmopolita, sus 65 especies descritas ocurren prácticamente en cualquier lugar donde se encuentren odonatos. En América existen 20 especies que se distribuyen desde el sur de Canadá hasta el norte de la Patagonia. Algunas de las especies de este género son extremadamente abundantes, esto aunado a sus periodos de vuelo relativamente largos, hábitos sedentarios y policromía en las hembras, hace del grupo uno de los mejores estudiados en América. El dorso de la  cabeza, el  tórax y el  abdomen en los segmentos 1-7 y 9-10 son negros, el área ventral de las mismas estructuras es verde. Los segmentos 8-10 son azules.

## Distribución de la especie
Se encuentra es Bahamas (Andros, Biminis, Cat Island, Crooked Island, San Salvador), Belice (Belice, Cayo, Corozal, Orange Walk, Stann Creek, Toledo), Brasil, Islas Caimán, Chile, Colombia (Atlántico), Costa Rica, Cuba, República Dominicana (Azua, Barahona, Distrito Nacional, Elías Piña, Independencia, La Vega, Monseñor Nouel, Monte Cristi, Pedernales, Peravia, Puerto Plata, Samaná, San Cristóbal, Santiago, Valverde), Ecuador, El Salvador, Guatemala (Guatemala, Petén, Retalhuleu), Guyana Francesa, Haití, Honduras (Cortez), Isla San Andrés, Jamaica (Clarendon, Portland, St. Andrew, St. Catherine, St. Elizabeth, St. James), Antillas Menores (Guadeloupe, Martinique), veintidós estados en México, Nicaragua (Chinandega), Panamá (Zona de Canal), Paraguay, Perú (Lima), Puerto Rico, Surinam, Trinidad y Tobago, veinticinco estados en Estados Unidos, Venezuela (Aragua, Barinas, Carabobo, Cojedes, Falcón, Guárico) y las Islas Vírgenes (St. Croix, St. John, St. Thomas).

## Ambiente terrestre
Siempre y cuando exista vegetación en las orillas como pastos y juncos, puede ocurrir en una gran variedad de hábitats en tierras bajas: lagos, estanques, pantanos, canales e incluso aguas salobres. También se encuentra a grandes alturas en lagos de México, Centroamérica y una localidad de Arizona, E.U.A.

## Estado de conservación
La Unión Internacional para la Conservación de la Naturaleza (IUCN) la considera bajo la categoría de Preocupación menor (LC).